# Via dei Mille
Via dei Mille è un'importante strada commerciale di Napoli situata nel quartiere Chiaia. Famosa per lo shopping d'élite e per la presenza dei negozi di importanti case di moda. 
La via è dedicata ai Mille, i volontari garibaldini che nel 1860 parteciparono alla Spedizione cui diedero il nome e compirono l'annessione delle province del Mezzogiorno al Regno d'Italia.
La strada fu aperta nel 1885 nell'ambito del Risanamento di Napoli. Nello specifico, l'apertura di via dei Mille si inquadrò nel piano di sistemazione del quartiere Rione Amedeo. Essa costituiva una prosecuzione di via Vittoria Colonna (realizzata verso la fine del 1870), avente lo scopo di collegare piazza Principe Amedeo con via Chiaia, ampliando il tracciato già esistente sul quale si affacciavano residenze nobiliari come palazzo d'Avalos del Vasto e palazzo Carafa di Roccella. 
La strada presenta palazzi in stile liberty costruiti agli inizi del '900 dall'architetto Giulio Ulisse Arata (in particolare l'edificio situato al civico 45-47 e palazzo Leonetti), Palazzo Spinelli, situato al civico 16 e palazzo Petriccione di Vadi, situato al civico 1, entrambi costruiti in stile neoclassico.
Via dei Mille si congiunge all'altezza di palazzo Mannajuolo con via Gaetano Filangieri, anch'essa caratterizzata dall'architettura liberty e dalla presenza di negozi di lusso.

## Galleria d'immagini

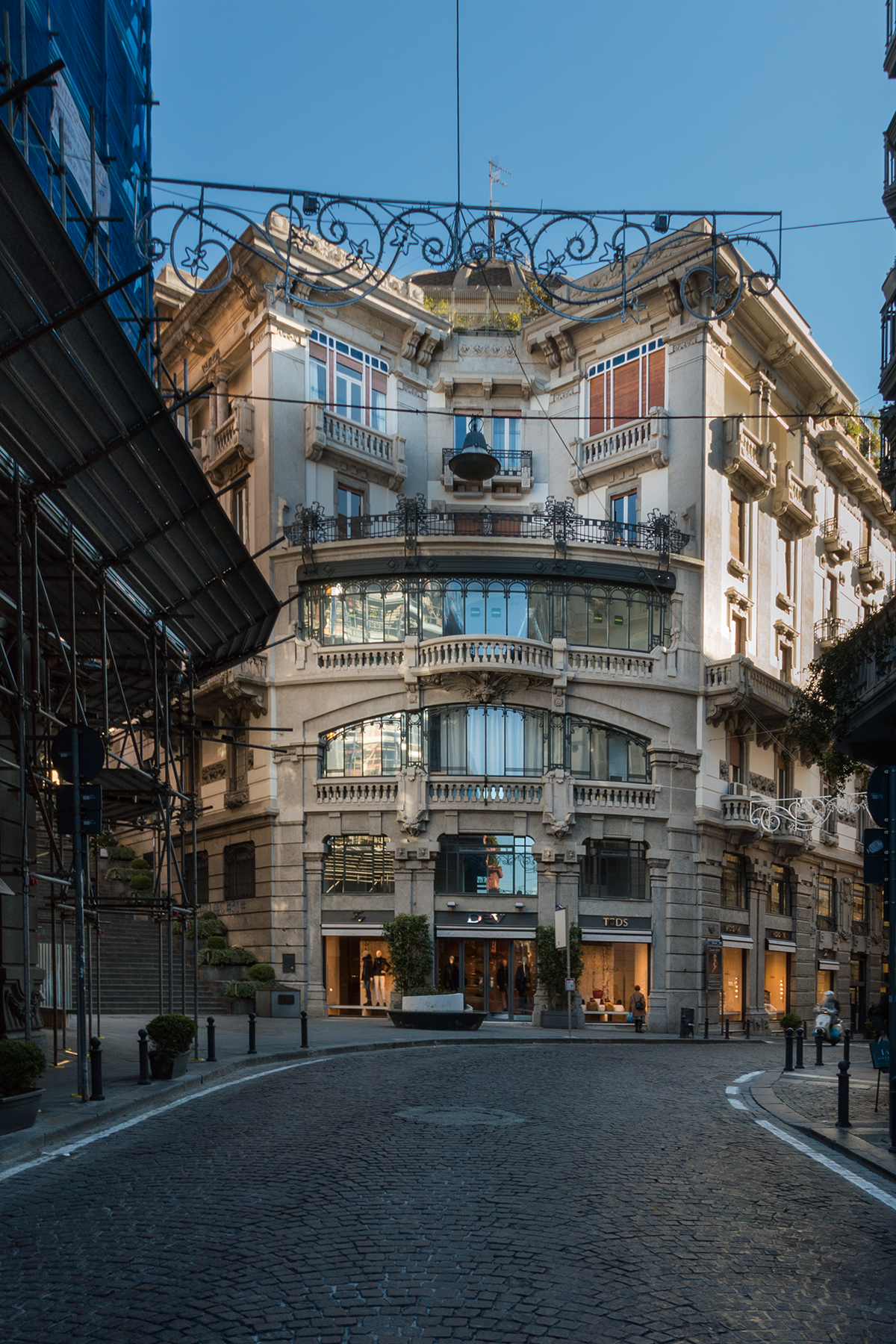
Scorcio di via dei Mille, con palazzo Mannajuolo sullo sfondo. Sulla sinistra i gradini Francesco d'Andrea, che collegano via dei Mille alle rampe Brancaccio; a destra la prosecuzione del tracciato stradale in via Gaetano Filangieri.
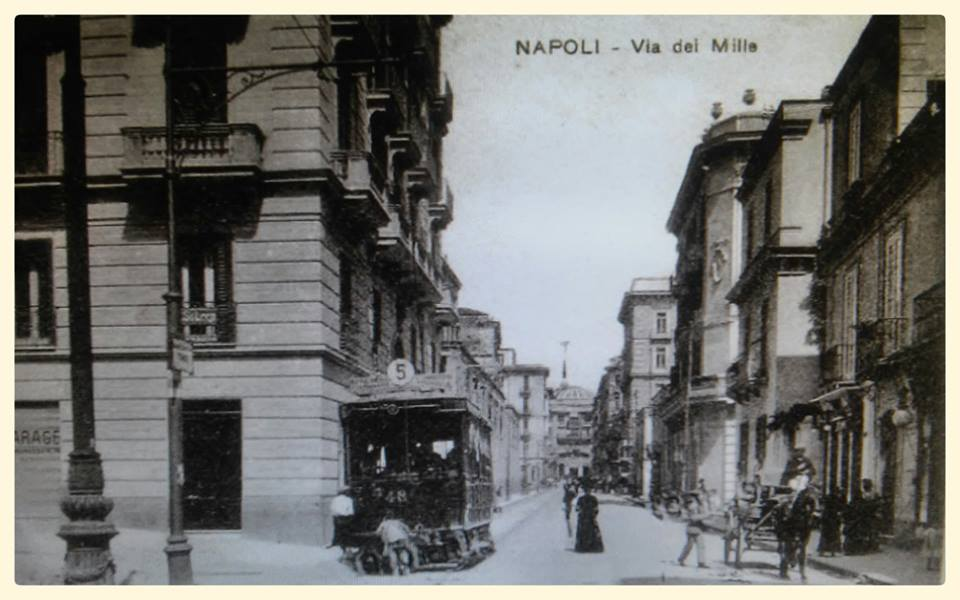
Via dei Mille in una foto d'epoca, scattata all'altezza dell'intersezione con via Mariano d'Ayala.
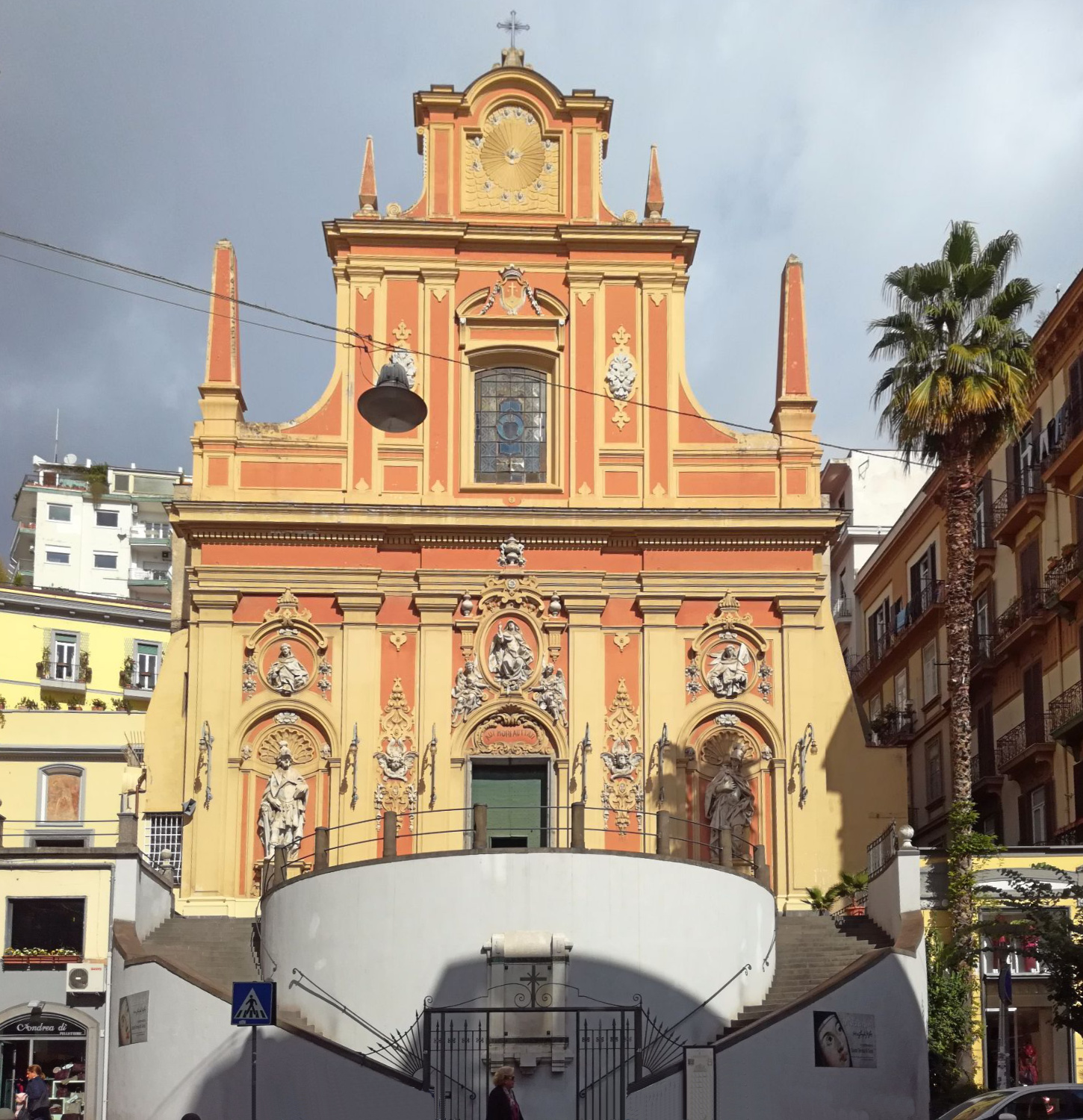
Chiesa di Santa Teresa a Chiaia, posta in corrispondenza del punto di incontro tra via dei Mille e via Vittoria Colonna.
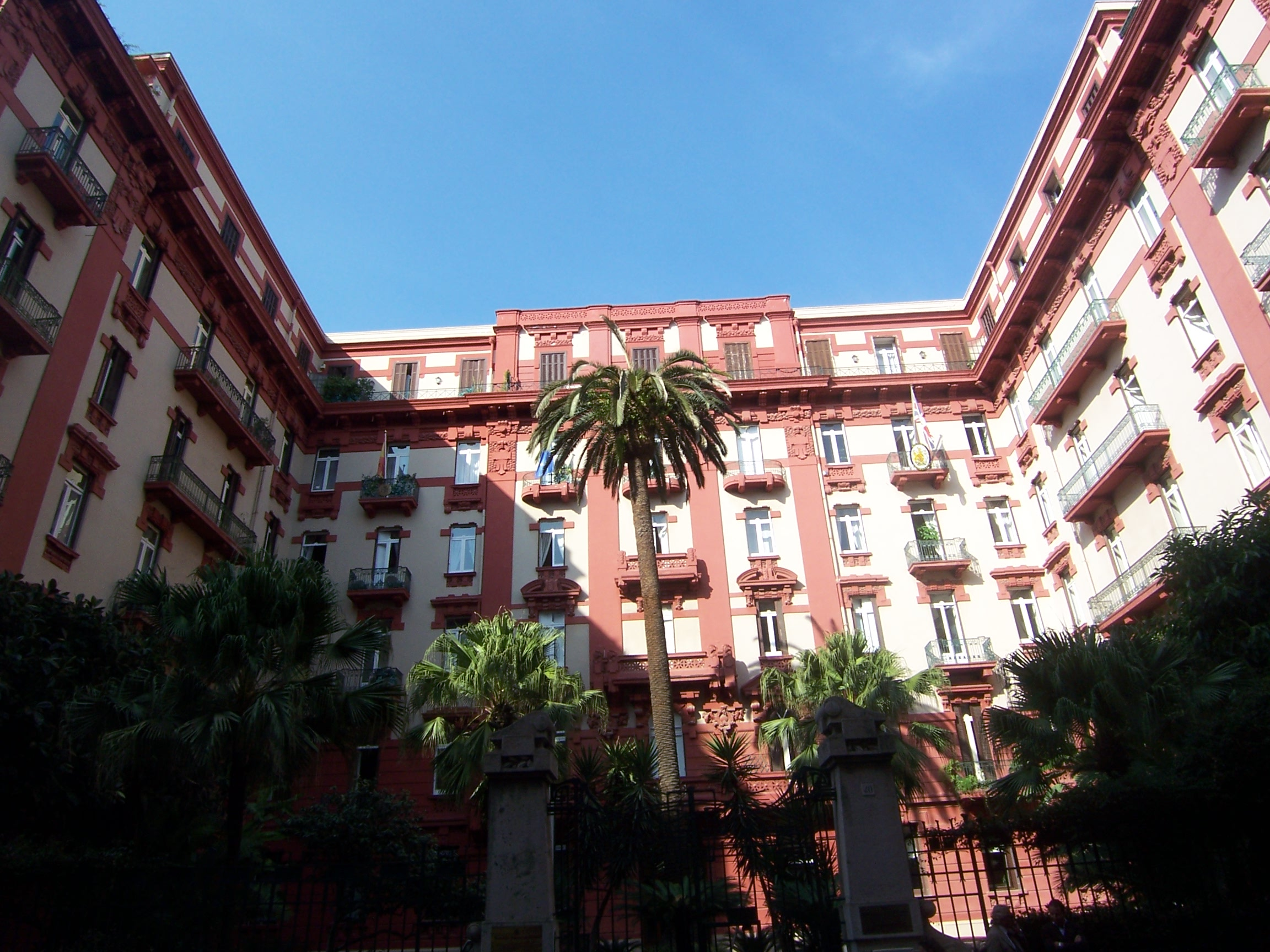
Palazzo Leonetti, situato in via dei Mille 40. Edificio in stile liberty dei primi del 900', è sede del Consolato Britannico e del Consolato Spagnolo.
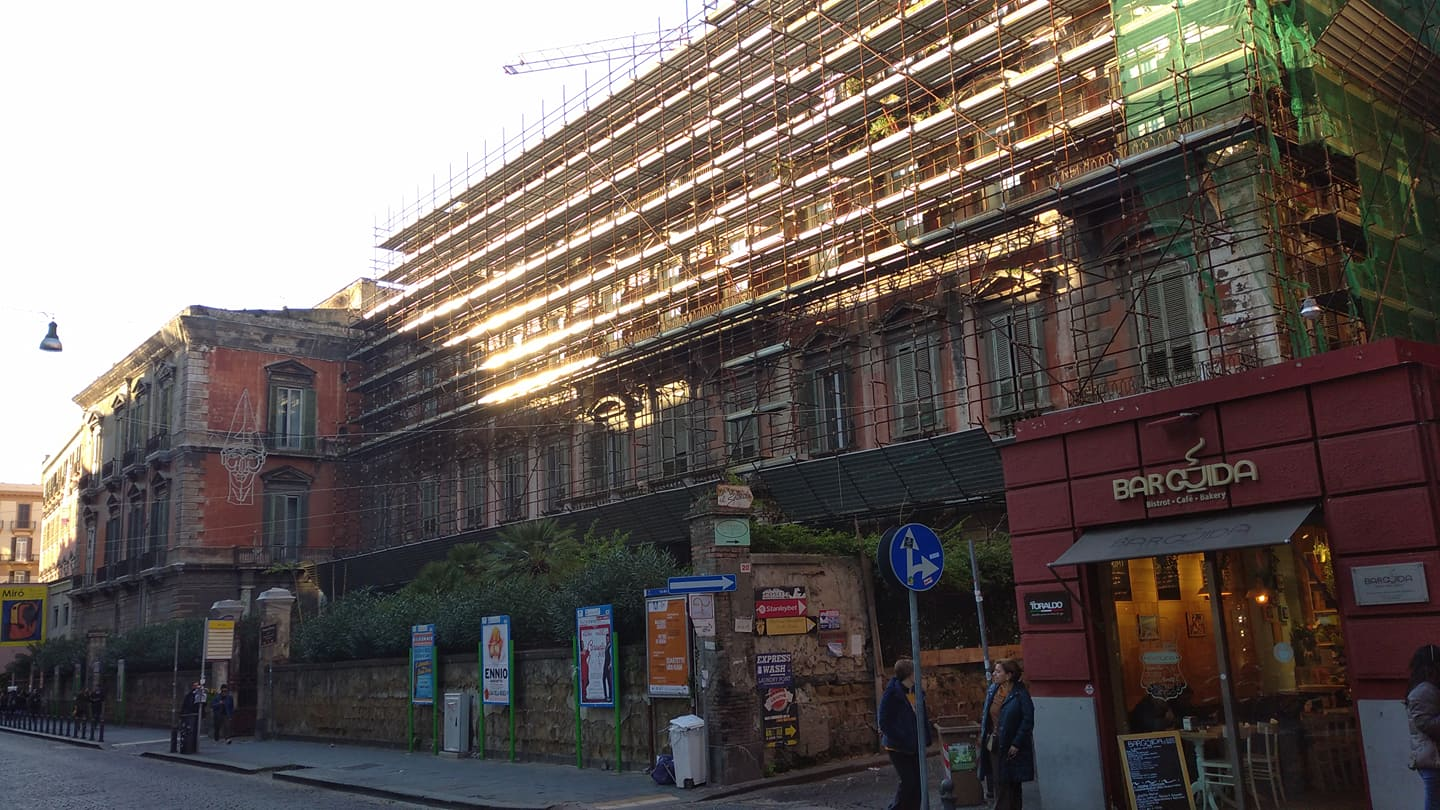
Palazzo d'Avalos del Vasto, situato in via dei Mille 48-50. L'edificio fu costruito nel XVI secolo su iniziativa di Fernando Francesco d'Avalos e della consorte Vittoria Colonna. Assunse il suo attuale aspetto in seguito agli estesi lavori di rifacimento attuati da Mario Gioffredo e continuati da Pompeo Schiantarelli nel corso della seconda metà del XVIII secolo.
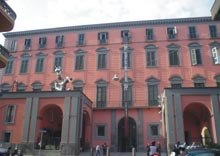
Palazzo Carafa di Roccella, situato in via dei Mille 60. L'edificio ospita al suo interno il museo di arte contemporanea PAN.